# Медаль «За Европейско-африканско-ближневосточную кампанию»
Медаль «За Европейско-африканско-средневосточную кампанию» (англ. European African Middle Eastern Campaign Medal) — военная награда США, учреждена 6 ноября 1942 года. Медалью награждались военнослужащие армии США, служившие в сухопутных или военно-морских силах с 7 декабря 1941 года по 8 ноября 1945 года сроком не менее 30 дней.

## Описание
Аверс: Изображение момента высадки войск на фоне танкодесантного корабля. В верхней части надпись в три строки: «EUROPEAN AFRICAN MIDDLE EASTERN CAMPAIGN» (Европейско-африканско-средневосточная кампания).
Реверс: Рельефное изображение орла со сложенными крыльями. Слева даты: «1941-1945», справа надпись: «UNITED STATES OF AMERICA» (Соединенные Штаты Америки).
Бронза. Диаметр 32 мм.
Лента шириной 36 мм зелёного цвета с коричневыми, белыми, красными, синей и чёрной полосками.
Дизайн медали разработан Т. Х. Джонсом. Дизайн реверса, разработанный А. А. Вайнманом, повторяет реверс медалей за Азиатско-тихоокеанскую и за Американскую кампании.